# نزلة عبد الله (مركز أسيوط)
قرية نزلة عبد الله هي إحدى القرى التابعة لمركز أسيوط في محافظة أسيوط في جمهورية مصر العربية. حسب إحصاءات سنة 2006، بلغ إجمالي السكان في نزلة عبد الله 7499 نسمة، منهم 3886 رجل و3613 امرأة.